# Aretaphile de Cyrène
Aretaphile de Cyrène (Αρεταφίλα η Κυρηναία) était une personnalité de la noblesse de l’ancienne cité grecque de Cyrène ayant vécu vers 50 av. J.-C.. Elle est citée par Plutarque dans son ouvrage De mulierum virtutes pour avoir renversé le tyran Nicocrates.
Nicocrates obligea Aretaphile à l’épouser après avoir assassiné son premier mari, Phaedimus. La population de Cyrène était brutalisée sous le règne de Nicocrates, leurs biens étaient confisqués et leurs demeures incendiées. Aretaphile était déterminée à libérer son peuple du règne violent de Nicocrates et envisagea de l’empoisonner. Calbia, la mère de Nicocrates, soupçonnant les intentions d’Aretaphile, convainquit Nicocrates de la soumettre à la torture.
De son mariage avec Nicocrates naquit une fille. Plutarque raconte qu’Aretaphile, usant de potions et d’enchantements, parvint à convaincre sa fille de séduire son oncle, Leander, le frère de son père, afin de s’allier à lui en vue de destituer Nicocrates. Après son mariage, Leander assassina son frère Nicocrates.
Malheureusement, Leander se montra aussi tyrannique que son frère et continua l’oppression du peuple de Cyrène, obligeant Aretaphile à élaborer un nouveau plan pour délivrer son peuple. Elle conclut une alliance avec un prince libyen, Anabus, afin qu’il envahisse Cyrène et délivre la population des persécutions, en échange de dons et d’argent.
Aretaphile fut louée par le peuple de Cyrène qui lui offrit un poste dans leur nouveau gouvernement, mais elle déclina l’offre. Plutarque raconte qu’elle passa le restant de sa vie à tisser et broder dans la partie réservée aux femmes de sa demeure.

## Postérité

### Théâtre
Aretaphile ou la Révolution de Cyrène – Tragédie en cinq actes, écrite en 1786 et présentée au théâtre de Louvois en 1792. – Charles-Philippe Ronsin
,

### Art contemporain
Aretaphile de Cyrène  figure parmi les 1 038 femmes référencées dans l'œuvre d’art contemporain The Dinner Party (1979) de Judy Chicago. Son nom y est associé à Boadicée,.